# Gall gris

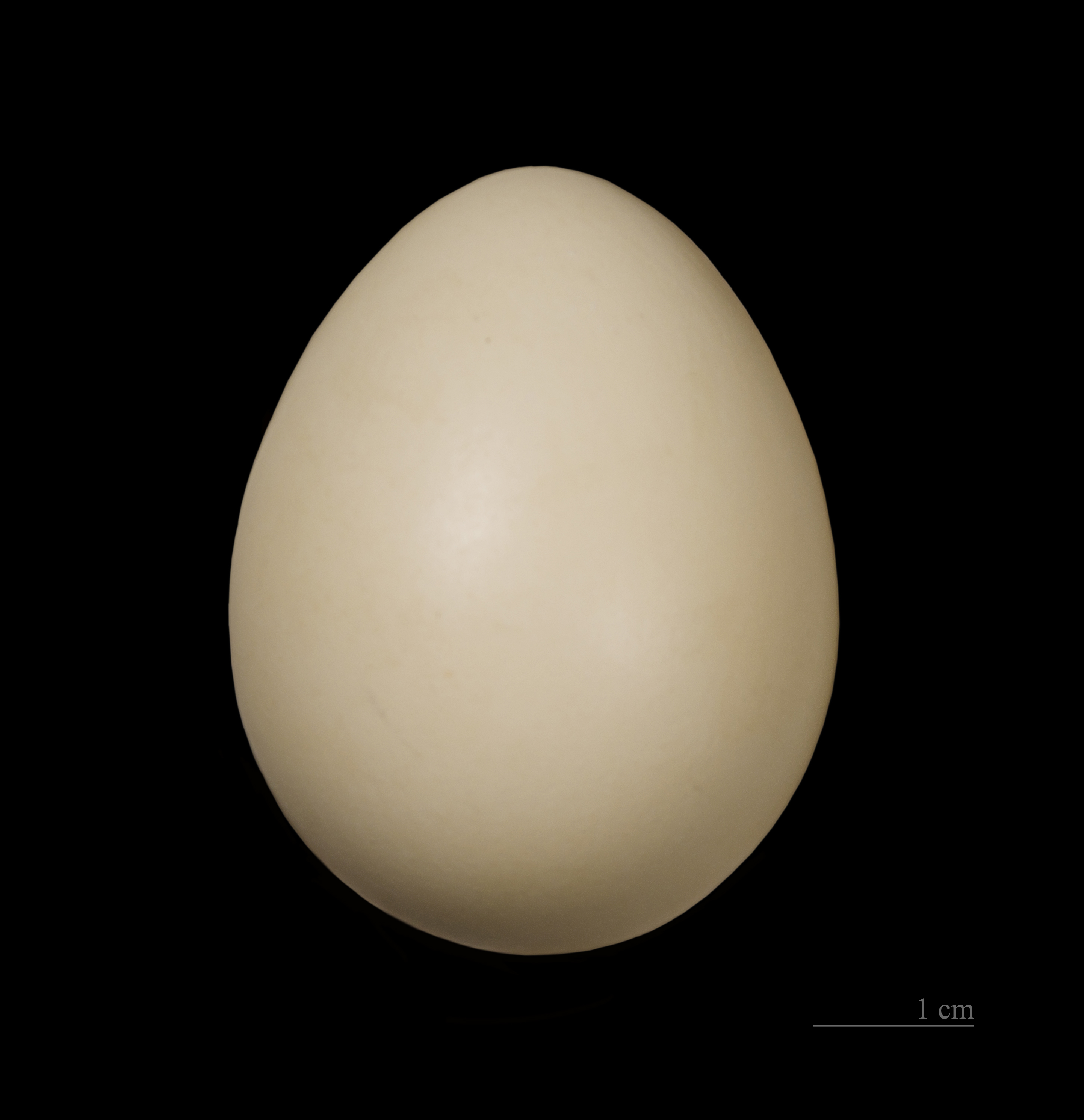
Gallus sonneratii

El gall gris (Gallus sonneratii) és una espècie d'ocell de la família dels fasiànids (Phasianidae) que habita selves, boscos i bambús a la Península indostànica.